# گمینا لوتوتوو
گمینا لوتوتوو (به لهستانی:  Gmina Lututów) یک گمینا در لهستان است که در شهرستان ویروشوف واقع شده‌است. گمینا لوتوتوو ۷۵٫۱۳ کیلومتر مربع مساحت و ۴٬۷۵۱ نفر جمعیت دارد.